# Station Międzyzdroje
Station Międzyzdroje is een spoorwegstation in de Poolse plaats Międzyzdroje.